# Zumba (Ecuador)
Zumba è una parrocchia urbana dell'Ecuador, capoluogo del cantone di Chinchipe, nella provincia di Zamora Chinchipe.